# Formatie van Séron
De Formatie van Séron (afkorting: SER) is een geologische formatie in de ondergrond van de Belgische streek Haspengouw, om precies te zijn in het gebied waar de provincies Luik, Waals Brabant en Namen samenkomen. De formatie bestaat uit carbonaathoudende zandsteen en is genoemd naar het dorp Seron (Frans: Séron). Het zand werd vroeger afgegraven om te worden gebruikt bij de aanleg van wegen.
De formatie is vijf tot tien meter dik en bestaat uit afwisselend lichtgekleurde, groenige, en geelgrijze kalkhoudende zandsteen uit het Vroeg-Campaniaan (rond de 80 miljoen jaar oud). Er komen ook grindlaagjes in voor. De formatie bevat weinig fossielen. Ze heeft een vergelijkbare ouderdom met de Formatie van Aken die voorkomt in de provincie Limburg, Nederlands Zuid-Limburg en het noordoosten van de provincie Luik.

## Stratigrafie
De Formatie van Séron ligt op veel plekken boven op de oudere Formatie van Lonzée (mergelig klei en silt uit het Santoniaan). In de omgeving van Éghezée ontbreekt de laatste formatie en ligt de Formatie van Séron direct boven op de Paleozoïsche sokkel (veel oudere gesteentes uit het Ordovicium en Siluur die tijdens de Hercynische orogenese werden geplooid).
De Formatie van Folx-les-Caves, die in hetzelfde gebied voorkomt, werd in dezelfde tijd gevormd. De twee formaties zijn met elkaar vertand te vinden.
In de omgeving van Séron ligt de jongere Formatie van Gulpen (Boven-Campaan en Maastrichtiaan) op sommige plekken over de formaties van Séron, Folx-les-Caves en Lonzée. Waar de Formatie van Gulpen ontbreekt liggen ook wel direct Tertiaire formaties over de Formatie van Séron. Het gaat dan om de Formatie van Hannut (Thanetiaan, Paleoceen) of de Formatie van Brussel (Ieperiaan-Lutetiaan, Eoceen).